# Josh Homme
Joshua Michael Homme, meglio noto come Josh Homme (Palm Springs, 17 maggio 1973), è un cantante, chitarrista e batterista statunitense.
È stato uno dei fondatori del gruppo stoner rock dei Kyuss, ed è oggi leader del gruppo stoner rock dei Queens of the Stone Age, dei quali è anche l'unico componente fondatore a farne ancora parte. Ha fondato insieme a Dave Grohl e John Paul Jones il supergruppo Them Crooked Vultures. Inoltre produce e pubblica periodicamente una serie di improvvisazioni musicali con altri musicisti, chiamate The Desert Sessions.
Nel corso degli anni Homme ha collaborato con vari artisti, tra cui Iggy Pop, Screaming Trees, Mondo Generator, Eagles of Death Metal, Foo Fighters, Lady Gaga, PJ Harvey, Fatso Jetson, Like Hell, Mark Lanegan Band, Masters of Reality,
Arctic Monkeys, Millionaire, Wellwater Conspiracy, Unkle, Melissa Auf der Maur, Paz Lenchantin, A Perfect Circle, Run the Jewels e Local H.

## Biografia

### Primi anni
Homme è nato a Joshua Tree ed è cresciuto in una famiglia benestante a Palm Desert. Suo nonno, Cap, si era trasferito nel deserto dal Dakota del Nord, quando suo padre era ancora un bambino. Il suo cognome è di origine norvegese e si pensa derivi dal nome della città di Hommelstø. Homme è apparso nella puntata 2011 del programma "No Reservations" di Anthony Bourdain in cui ha affermato che da bambino vissuto nel deserto ha dovuto sapersi "creare il suo divertimento". Homme ha anche parenti in Idaho, dove spesso ha passato le estati, e dove ha avuto modo di vedere Carl Perkins al Festival di Sandpoint e di comprare la sua prima chitarra elettrica, la sua Ovation Ultra GP, in un negozio di musica del posto. Josh ha iniziato a suonare la chitarra all'età di nove anni, dopo che i suoi genitori esclusero l'idea di prendergli una batteria. Homme si è unito alla sua prima band, gli Autocracy, nel 1985, all'età di 12 anni.

### Carriera musicale